# Калистратиха
Калистратиха — село в Калманском районе Алтайского края России. Административный центр и единственный населённый пункт Калистратихинского сельсовета.

## История
Калистратиха была основана в 1776 году. В «Списке населенных мест Российской империи» 1868 года издания населённый пункт упомянут как заводская деревня Калистратиха Барнаульского округа Томской губернии при реке Оби и речке Калистратихе. В деревне имелось 40 дворов и проживало 229 человек (119 мужчин и 110 женщин).
В 1893 году в деревне Калистратиха, относившейся к Шадринской волости Барнаульского уезда, имелось 167 дворов (из которых 150 — крестьянские) и проживало 740 человек (369 мужчин и 371 женщина). Функционировали мануфактурная и мелочная лавки, четыре ветряные мельницы и питейное заведение.
По состоянию на 1911 год село Калистратское включало в себя 345 дворов. Население на тот период составляло 2740 человек. Действовали церковь, школа грамоты, две мануфактурных и одна мелочная лавки, три маслодельных завода и две ветряные мельницы.
В 1926 году в селе имелось 651 хозяйство и проживало 3508 человек (1688 мужчин и 1820 женщин). Функционировали школа I ступени, изба-читальня и лавка общества потребителей. В административном отношении Калистратиха являлась центром сельсовета Барнаульского района Барнаульского округа Сибирского края.

## География
Село находится в центральной части края, в лесостепной зоне, в пределах северо-восточной части Приобского плато, на берегах реки Ераска, вблизи места впадения её в реку Обь, на расстоянии примерно 8 километров (по прямой) к северо-северо-востоку (NNE) от села Калманка, административного центра района.
Абсолютная высота — 148 метров над уровнем моря.

Климат
умеренный, резко континентальный. Средняя температура января составляет −17,7 °C, июля — +19,6 °C. Годовое количество атмосферных осадков — 350—400 мм.

## Население
| 1997 | 1998 | 1999 | 2000 | 2001 | 2002 | 2003 |
| ---- | ---- | ---- | ---- | ---- | ---- | ---- |
| 743  | ↗769 | ↘760 | ↘745 | ↗754 | ↘742 | ↗744 |
| 2004 | 2005 | 2006 | 2007 | 2008 | 2009 | 2010 |
| ↗755 | ↘737 | ↘736 | ↘721 | ↗723 | ↗752 | ↘708 |
| 2011 | 2012 | 2013 | 2014 | 2015 | 2016 | 2017 |
| ↘705 | ↘675 | ↘666 | ↘634 | ↘633 | ↘607 | ↘582 |
| 2018 | 2019 | 2020 | 2021 |      |      |      |
| ↗588 | ↘576 | ↗581 | ↗596 |      |      |      |

Согласно результатам переписи 2002 года, в национальной структуре населения русские составляли 95 %.

## Инфраструктура
В селе функционируют средняя общеобразовательная школа, фельдшерско-акушерский пункт (филиал КГБУЗ «Калманская центральная районная больница»), культурно-досуговый центр, библиотека и отделение Почты России.

## Улицы
Уличная сеть села состоит из 13 улиц и 3 переулков.